# Маджид Абдула
Маджид Абдула (на арабски: ماجد احمد عبد الله) е бивш футболист от Саудитска Арабия, рекордьор по голове за националния отбор на страната си. Легенда на Ал-Насър, Абдула е голмайстор на Саудитската Професионална лига със 189 попадения.
Смятан е за един от най-добрите азиатски футболисти, като през 1999 г. завършва на трето място в класацията за футболист на столетието на континента. Пред него остават само южнокорейците Ча Бум-Кун и Ким Джоо-Сунг.
Абдула е с основен принос за възхода на саудитския футбол през 80-те години, като страната печели два пъти поред Купата на Азия – през 1984 и 1988 г.

## Клубна кариера
През цялата си кариера играе за Ал Насър. През 1977 г. треньорът Любиша Брочич взима Маджид в първия тим, като нападателят дебютира срещу Ал Шабаб на 22 януари. Първия си гол вкарва във вратата на Ал Уехда. С 9 гола в 10 мача във всички турнири Абдула бързо става твърд титуляр. Още на следващия сезон Маджид става голмайстор на шампионата. Той повтаря това си достижение и в следващите две кампании. През 1979/80 и 1980/81 Ал Насър става шампион на страната, като през 1981 г. е спечелена и Купата на Краля.
През 1982/83 отново е голмайстор на Професионалната лига, а през 1984 г. печели наградата за Футболист на годината в Азия. Въпреки силните си индивидуални представяния Абдула трябва да чака до 1989 г., за да спечели отново шампионската титла, като в същия сезон става и голмайстор на първенството. През 1990 г. Ал Насър отново триумфира в Купата на Краля. През 1995 г. Маджид е шампион на страната за четвърти път.
Най-големия си успех на клубно ниво постига в последния си професионален сезон, когато Ал Насър печели Купата на носителите на купи. На финала Ал Насър печели срещу Сувон Самсунг Блууингс.

## Национален отбор
Дебютира за националния отбор през 1978 г. в неофициален приятелски мач срещу Бенфика, като вкарва 2 гола. През 1984 г. Саудитска Арабия за първи път играе на олимпийски футболен турнир, като се класира за Игрите в Лос Анджелис. Освен това същата година е и Купата на Азия, поради което всички национали пропускат сезона в клубните си отбори и провеждат подготвителен лагер с националния тим.
На Олимпиадата „соколите“ губят и трите си двубоя, като Маджид вкарва единствения гол за тима на турнира. На Купата на Азия в Сингапур обаче Саудитска Арабия печели първи континентален трофей в историята си – на финала е победен Китай с 2:0, като Абдула е автор на второто попадение.
През 1988 г. тимът отново печели континенталната титла. Абдула вкарва 2 гола на турнира, като на финала саудитите печелят срещу Южна Корея след изпълнение на дузпи.
През 1994 г. Саудитска Арабия за първи път се класира на Световно първенство. Отново Маджид не играе за клубния си отбор поради лагер с националите. Абдула е капитан на отбора, като „зелените“ прескачат груповата фаза след загуба от Нидерландия и победи срещу Белгия и Мароко. На 1/8-финалите Саудитска Арабия отпада от Швеция след загуба с 1:3.

## Успехи

### Клубни
- Саудитска Професионална лига – 1979 – 80, 1980 – 81, 1988 – 89, 1994 – 95
- Купа на Краля – 1981, 1986, 1987, 1990
- Шампионска купа на Арабския залив – 1996, 1997
- Купа на носителите на купи (Азия) – 1998

### Национален отбор
- Купа на Азия – 1984, 1988

### Индивидуални
- Голмайстор на Професионалната лига – 1978 – 79, 1979 – 80, 1980 – 81, 1982 – 83, 1985 – 86, 1988 – 89
- Голмайстор на Купата на краля – 1979, 1987, 1989, 1990
- Арабска Златна обувка – 1981, 1989
- Голмайстор на Купата на Арабския залив – 1982
- Футболист на годината в Азия – 1984
- Голмайстор на Панарабските игри – 1985
- Голмайстор на Купата на престолонаследника – 1991
- Голмайстор в Шампионската купа на Арабския залив – 1991, 1996
- В идеалния отбор на Азия за всички времена – 2021[4]